# Västra Rackokalven
Västra Rackokalven är en sjö i Storumans kommun i Lappland och ingår i Umeälvens huvudavrinningsområde. Sjön har en area på 0,375 kvadratkilometer och ligger 372,7 meter över havet.

## Delavrinningsområde
Västra Rackokalven ingår i det delavrinningsområde (722221-156643) som SMHI kallar för Utloppet av Rackosjön. Medelhöjden är 409 meter över havet och ytan är 15,57 kvadratkilometer. Det finns ett avrinningsområde uppströms, och räknas det in blir den ackumulerade arean 36,61 kvadratkilometer. Kvarnbäcken som avvattnar avrinningsområdet har biflödesordning 2, vilket innebär att vattnet flödar genom totalt 2 vattendrag innan det når havet efter 249 kilometer. Avrinningsområdet består mestadels av skog (83 procent). Avrinningsområdet har 2,44 kvadratkilometer vattenytor vilket ger det en sjöprocent på 15,7 procent.